# Ependes, Vaud
Ependes är en ort och kommun i distriktet Jura-Nord vaudois i kantonen Vaud, Schweiz. Kommunen har 388 invånare (2023).